# Advenella kashmirensis
Advenella kashmirensis es una bacteria gramnegativa del género Advenella. Fue descrita en el año 2009. Su etimología hace referencia a la provincia de Kashmir, en India. Anteriormente pertenecía al género Tetrathiobacter, que se describió en el 2005. Es aerobia e inmóvil. Tiene un tamaño de 0,6-1,5 μm de ancho y 1-1,8 μm de largo, con forma oval. Crece en forma individual, en parejas, cadenas o agrupaciones. Forma colonias circulares, enteras, lisas, opacas y de color blanco, y a veces desarrollan montículos en el centro que pueden volverse rojizos. Temperatura de crecimiento entre 10-42 °C. Catalasa y oxidasa positivas. Tiene un genoma de unos 4,4 Mpb y un contenido de G+C de 54-55,2%. Se ha observado que tiene capacidad para reducir el selenito, y podría usarse para la descontaminación de aguas. También es capaz de degradar hidrocarburos aromáticos policíclicos. Se ha aislado del suelo de un huerto en la India. 
Se han descrito dos subespecies: 
A. kashmirensis subsp. kashmirensis: las cepas originales y la mayoría de aislamientos.  
A. kashmirensis subsp. methylica: se ha aislado de la rizosfera de plantas en Turquía. Presenta diferencias fenotípicas con el resto de cepas de la misma especie, como la capacidad de crecer utilizando metanol.